# دیوید مک‌لنان
دیوید مک‌لنان (انگلیسی: Dave MacLennan) (زاده ۱۹۶۲) کارآفرین، بازرگان و مدیر ارشد اجرایی آمریکایی است، که هم‌اکنون به‌عنوان مدیر عامل اجرایی شرکت کارگیل فعالیت می‌کند. وی جایگزین گریگوری آر. پیج گردید.